# Brotogeris tirica
Brotogeris tirica là một loài chim trong họ Psittacidae.
Đây là loài đặc hữu của Brazil.
Môi trường sống tự nhiên của loài vẹt này là rừng ẩm nhiệt đới hoặc cận nhiệt đới, rừng ẩm nhiệt đới hoặc cận nhiệt đới và rừng trước đây bị suy thoái nặng nề. Nó là phổ biến trong các khu vực đô thị của São Paulo và Curitiba ở Nam Brazil.

## Hình ảnh

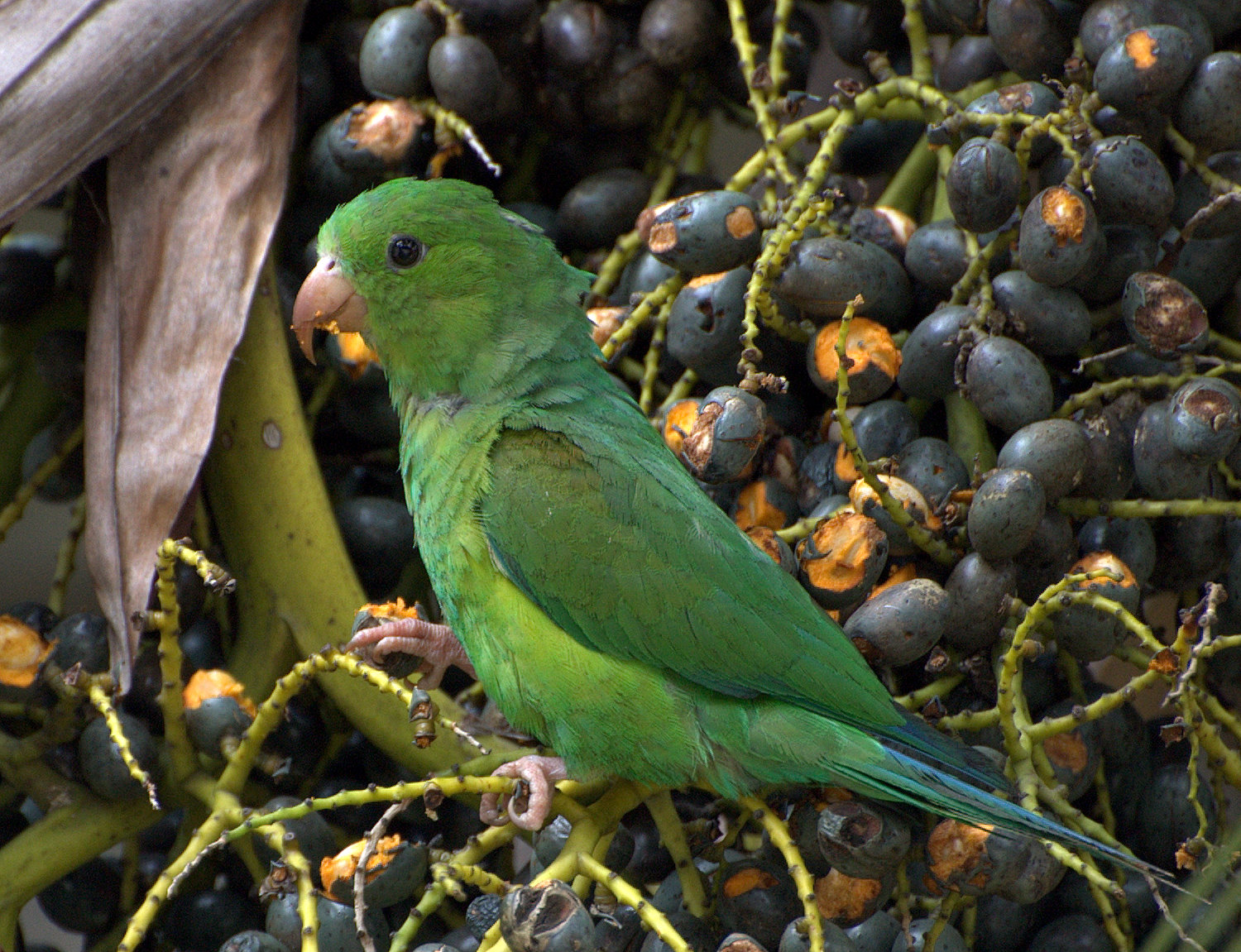
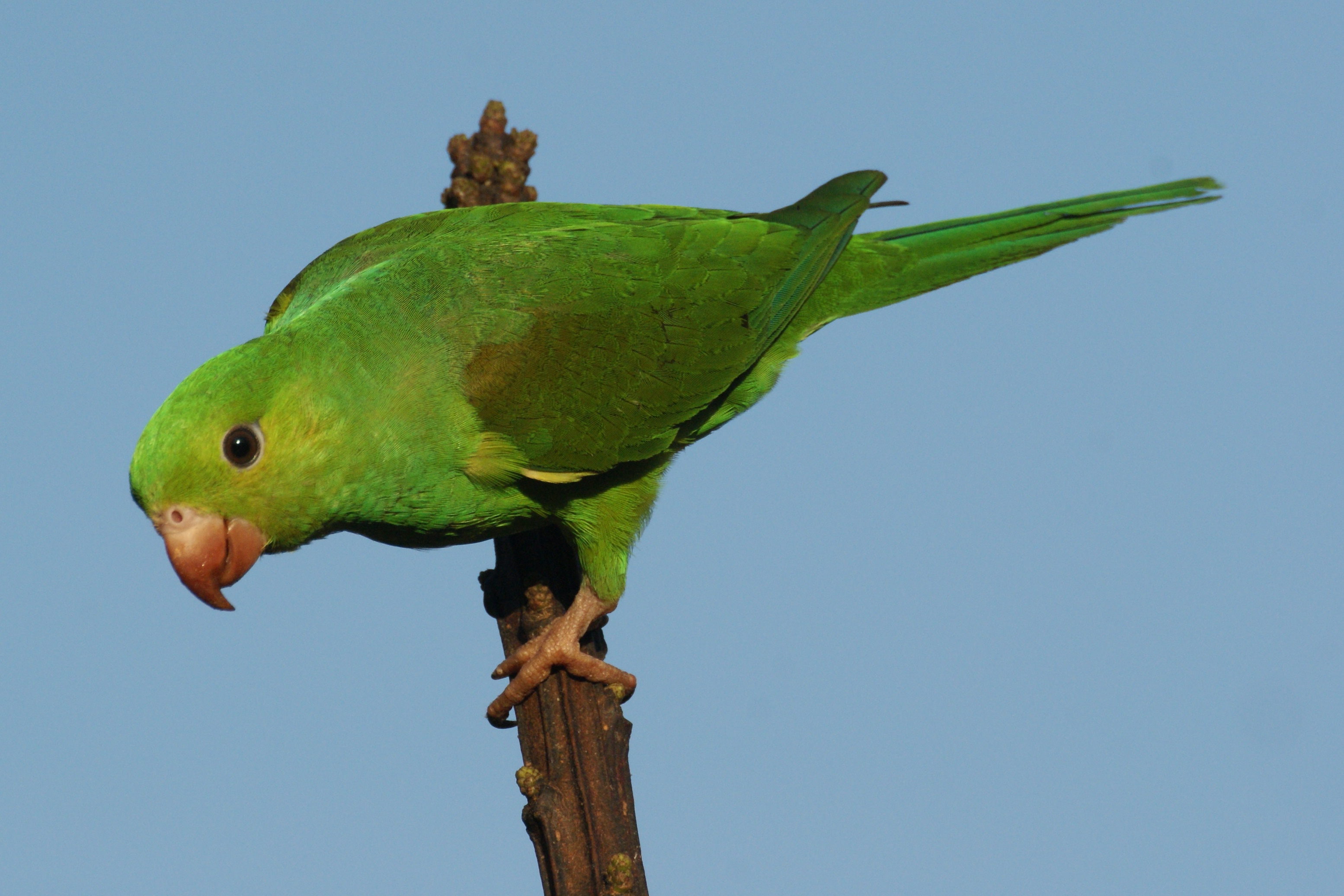
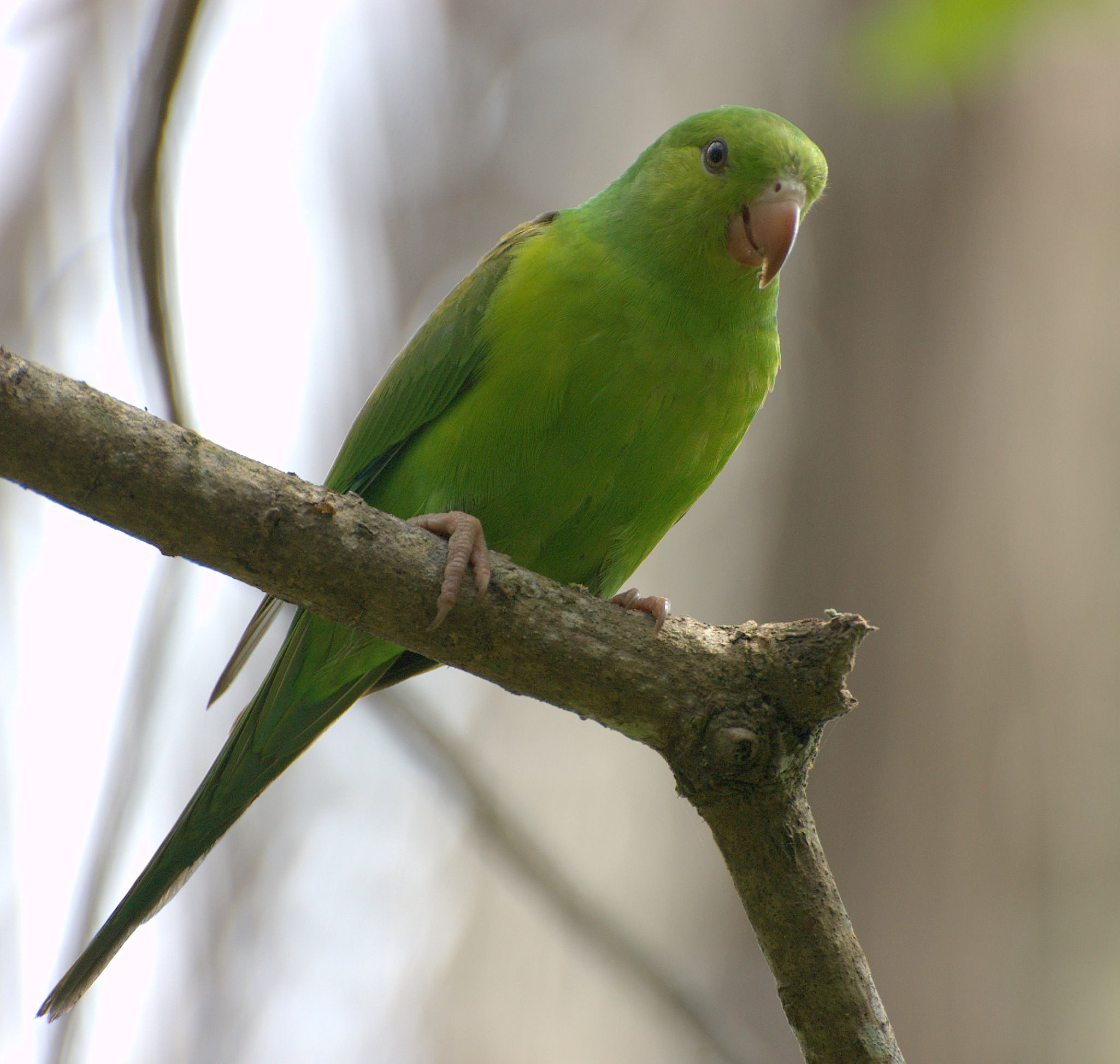
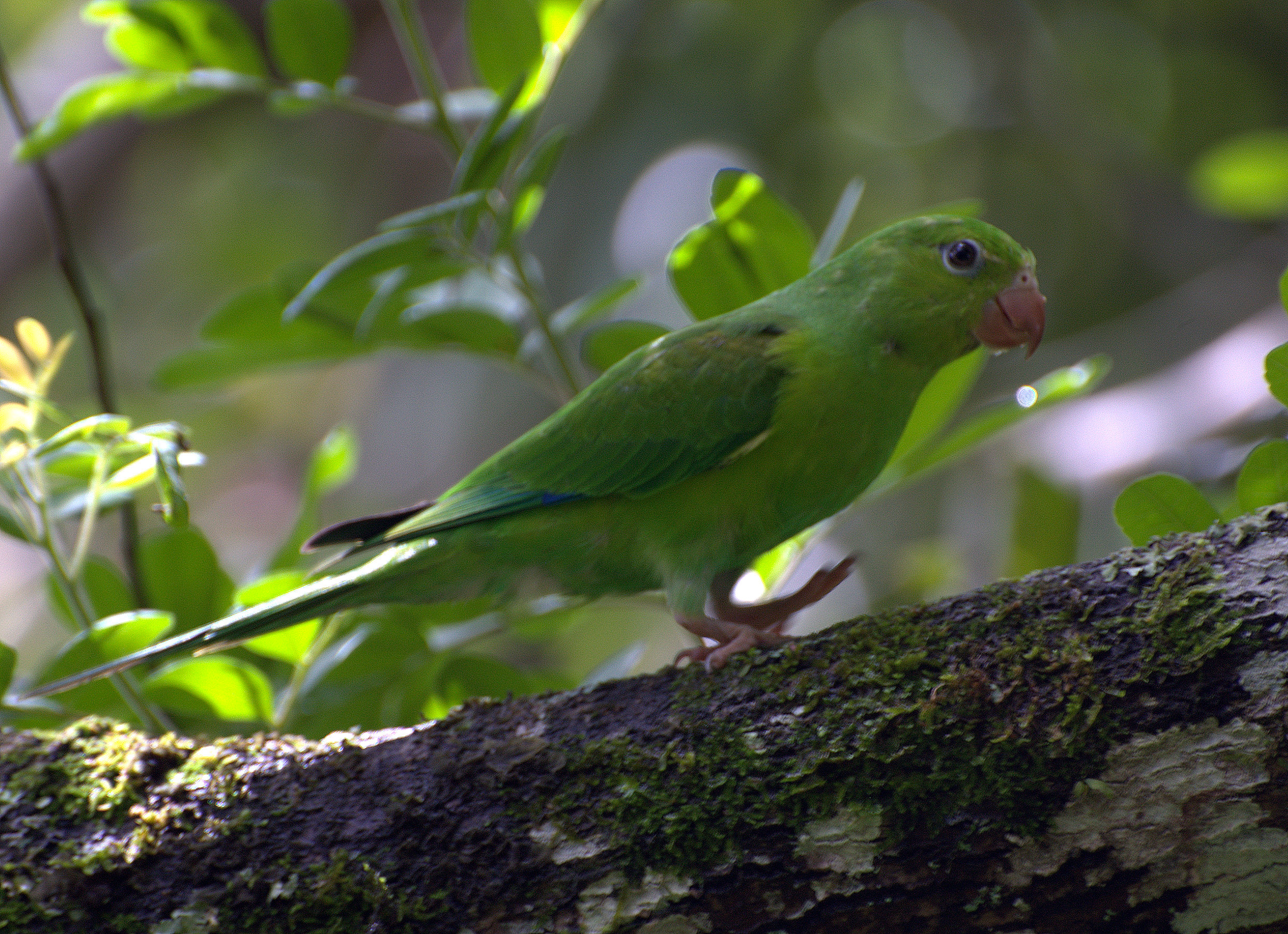
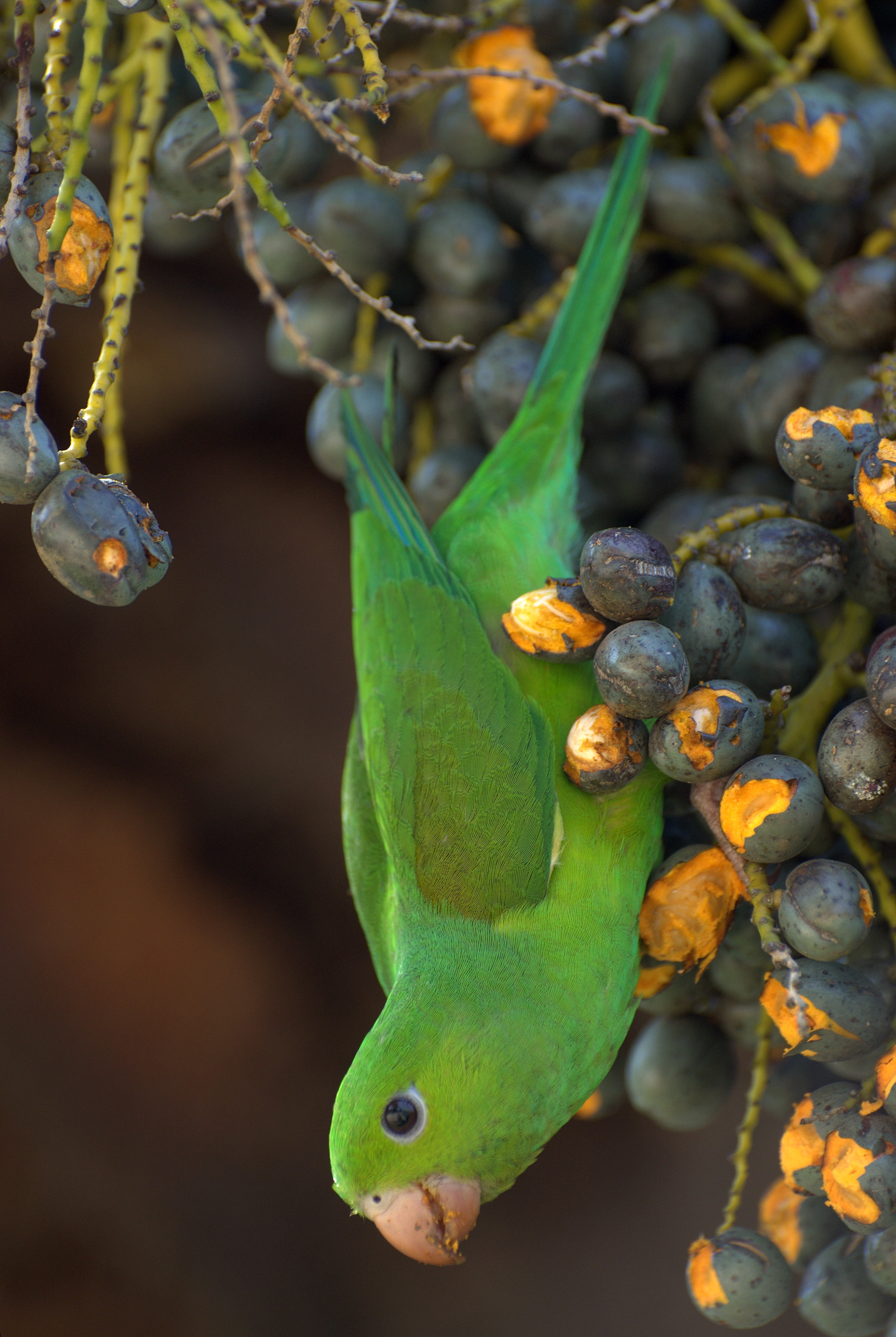
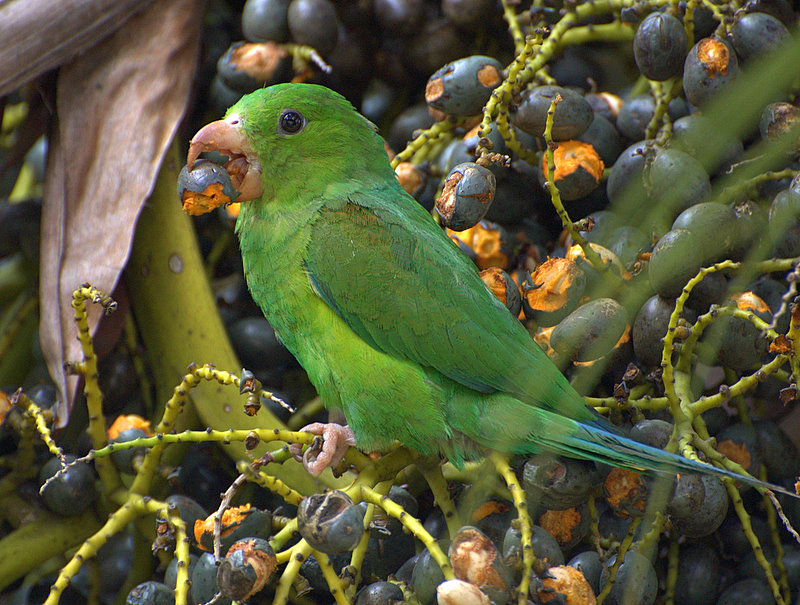